# Breakfast Club
Breakfast Club foi uma banda de new wave estadunidense, formada em Nova Iorque no final dos anos 70. Seu maior hit foi "Right On Track", que foi para o # 7 na parada Hot 100 da Billboard. A banda, hoje, se tornou conhecida por ter, em uma de suas formações, a cantora, compositora e rainha do pop Madonna, no início de sua carreira.

## História
Até o início da década de 1980, a banda incluiu Madonna na bateria, Angie Smit no baixo, e os irmãos Gilroy, Dan e Ed, ambos na guitarra (Dan vocalista). Dan Gilroy foi namorado de Madonna por algum tempo, e ele finalmente permitiu que ela fizesse os vocais em algumas canções. Madonna deixou a Breakfast Club para formar uma nova banda, o Emmy, mas os membros restantes seguiram em frente. Em meados da década de 1980, a banda consistia nos Gilroy (Dan como vocalista fixo, enquanto Ed ficou como guitarrista), Gary Burke (baixo), Paul Kauk (teclados) e Stephen Bray (bateria). Ambos Bray e Burke tinham sido colegas de Madonna no Emmy.
O grupo assinou contrato com a ZE Records e lançou seu álbum homônimo em 1987 na MCA Records, que gerou o sucesso dos EUA "Right on Track". A maioria de seus videoclipes, incluindo "Right on Track", foi filmada por Jeff Stein, diretor do documentário sobre o The Who The Kids Are Alright. Eles foram indicados ao Grammy Award em 1988, na categoria de Artista Revelação.